# Bernardo IV d'Armagnac
Bernardo d'Armagnac, in francese: Bernard IV d'Armagnac (... – 1193), fu conte d'Armagnac e di Fezensac, dal 1160 alla sua morte.

## Origine
Bernardo, sia secondo i Documens historiques et généalogiques sur les familles et les hommes remarquables du Rouergue, che secondo Pierre de Guibours, detto Père Anselme de Sainte-Marie o più brevemente Père Anselme ed anche lo storico francese Jean de Jaurgain era il figlio primogenito del conte d'Armagnac e di Fezensac, Gerardo III e di Anicelle o Azelma di Fezensac, che, secondo la Genealogia Comitum Guasconiæ era figlia del conte di Fezensac, Astanova II (Astam-Novam) e della moglie di cui non si conoscono né il nome né gli ascendenti.
Gerardo III d'Armagnac, sia secondo la Genealogia Comitum Guasconiæ, che secondo Père Anselme ed anche lo storico francese Jean de Jaurgain era il figlio primogenito del conte d'Armagnac, Bernardo III, e di Alpaïs di Turenna, che era figlia di Bosone Visconte di Turenna e della sua seconda moglie, Gerberga.

## Biografia
Secondo i Documens historiques et généalogiques sur les familles et les hommes remarquables du Rouergue, sua madre, Azelma (Azalmus) era erede di Astanova, conte di Fezensac.
Sua madre era al suo secondo matrimonio, era vedova di Bernardo III conte di Bigorre, dal quale aveva avuto una figlia, Beatrice, come conferma Jean de Jaurgain, che secondo la Genealogia Comitum Guasconiæ, non aveva avuto discendenza, che fu contessa di Bigorre, sotto tutela dello zio, Centulo II conte di Bigorre-
Nel 1140, alla morte del nonnoo, Astanova II, suo padre, Gerardo, gli succedette nella Contea di Fezensac, per diritto di matrimonio (secondo sia Père Anselme, che Jean de Jaurgain la contea passò a Gerardo, alla morte di Beatrice, la figlia di primo letto della moglie).
Secondo il documento n° C del Cartulaires du Chapitre de l'église métropolitaine Sainte-Marie d'Auch, sua madre, Azelma (Comitissa Fezenciacensis, nomine Azelmus), verso il 1140 fece una donazione ai canonici di Auch, come conferma Jean de Jaurgain, che dopo la sua morte, Bernardo ed il padre, Gerardo III confermarono, come riporta anche Jean de Jaurgain.
Secondo Jean de Jaurgain, suo padre, Gerardo III morì verso il 1160 e gli succedette il figlio primogenito, Bernardo; sempre secondo Jean de Jaurgain, Bernardo, in un documento del 1167, viene citato come conte d'Armagnac (comitem autem Armaniacensis Bernardo).
Nel 1189, Bernardo ed il figlio primogenito, Gerardo (B. Armaniacensis, comes Fezensiacensi et Armaniaci, et G. filius eius), fecero una donazione.
Nel 1193, Bernardo (ego Bernardus Dominus comes de Armanac) fece una concessione ad un'abbazia.
Secondo Jean de Jaurgain, Bernardo IV morì in quello stesso anno e gli succedette il figlio primogenito, Gerardo

## Matrimonio e discendenza
Ancora secondo Jean de Jaurgain, Bernardo IV, nel 1150, aveva sposato Stephanie o Etiennette, di cui, secondo i Documens historiques et généalogiques sur les familles et les hommes remarquables du Rouergue non si conoscono gli ascendenti; questo matrimonio è confermato anche da Père Anselme.
Bernardo IV e Stephanie o Etiennette ebbero due, o tre o quattro o cinque figli:
- Gerardo († 1215), conte d'Armagnac[1][11][12][14]
- Arnaldo Bernardo, che, nel 1222, usurpò la contea d'Armagnac al nipote[1][12]
- Pietro Gerardo, che dopo la morte del fratello, Arnaldo Bernardo, continuò ad usurpare la contea d'Armagnac al nipote[1][16]
- Ruggero, padre di Gerardo V[1][16]
- Maria, suora[16][14][17].

### Fonti primarie
- (LA)  Cartulaires du Chapitre de l'église métropolitaine Sainte-Marie d'Auch.
- (LA)  Rerum Gallicarum et Francicarum Scriptires, tomus XII.
- (FR)  Histoire généalogique et chronologique de la maison royale de France, tomus III.
- (FR)  Documens historiques et généalogiques sur les familles et les hommes remarquables du Rouergue.

### Letteratura storiografica
- Louis Halphen, La Francia nell'XI secolo, in «Storia del mondo medievale», vol. II, 1979, pp. 770–806
- (FR) La Vasconie, étude historique et critique, vol II, su 1886.u-bordeaux-montaigne.fr. URL consultato il 19 dicembre 2018 (archiviato dall'url originale il 15 dicembre 2018).